# Lepidopleurus
Lepidopleurus is een geslacht van keverslakken uit de familie Leptochitonidae.  

## Soorten
- Lepidopleurus cajetanus (Poli, 1791) - Geribde keverslak
- Lepidopleurus fairchildi Iredale et Hull, 1929
- Lepidopleurus finlayi (Ashby, 1929)
- Lepidopleurus inquinatus (Reeve, 1847)
- Lepidopleurus otagoensis Iredale et Hull, 1929
- Lepidopleurus pergranatus